# Legendele orașului: Ultima dublă
Legendele orașului: Ultima dublă (în engleză Urban Legends: Final Cut) este un film slasher din 2000 regizat de John Ottman, cu Jennifer Morrison, Matthew Davis și Eva Mendes în rolurile principale. Este al doilea din seria de filme Legendele orașului după Legendele orașului. Are o continuare direct-pe-video, Legendele orașului: Bloody Mary (2005).

## Distribuție
- Jennifer Morrison –  Amy Mayfield
- Matthew Davis –  Travis Stark / Trevor Stark
- Hart Bochner – Profesor Solomon
- Loretta Devine –  Reese Wilson
- Joseph Lawrence –  Graham Manning
- Eva Mendes – Vanessa Valdeon
- Jessica Cauffiel – Sandra Petruzzi
- Anson Mount – Toby Belcher
- Anthony Anderson – Stan Washington
- Michael Bacall – Dirk Reynolds
- Marco Hofschneider – Simon Jabuscko
- Derek Aasland – P.A. Kevin
- Jacinda Barrett – Lisa
- Peter Millard – Dr. Fain
- Chas Lawther – Dean Patterson
- Chuck Campbell – Geek in Plane
- Yani Gellman – Rob
- Rory Feore – Killer Flight Attendant
- Jeannette Sousa – Libby
- Rebecca Gayheart – Brenda Bates (nemenționat, cameo)[8]